# Ulica Spacerowa w Gdańsku
Ulica Spacerowa w Gdańsku – część drogi wojewódzkiej nr 218, łącząca centrum dzielnicy Oliwa z dzielnicą Osowa i obwodnicą Trójmiasta. Trzecia pod względem długości (8549 m) ulica Gdańska.
Ulica przebiega przez Lasy Oliwskie. W końcowym odcinku mieści się Centrum Handlowym „Osowa”.
W kwietniu 2025 w Urzędzie Miejskim w Gdańsku podpisano umowę na opracowanie dokumentacji projektowej dla budowy buspasa na ulicy Spacerowej.

## Nowa Spacerowa
Władze Gdańska, w ramach transeuropejskiego korytarza transportowego Via Hanseatica, mają w planach rozbudowę ulicy Spacerowej i budowę nowej drogi z tunelem pod wzgórzem Pachołek w kierunku Sopotu i Drogi Zielonej, a następnie Portu Gdańskiego, Trasy Sucharskiego i drogi ekspresowej S7 prowadzącej w stronę Warszawy oraz granicy z obwodem królewieckim.   
Koszt budowy Nowej Spacerowej szacowany jest pomiędzy 1,3 mld zł (wraz z Drogą Zieloną) do 1,98 mld zł.